# Le Mystère des fées : Une histoire vraie
Pour les articles homonymes, voir Fairytale.
Pour plus de détails, voir Fiche technique et Distribution.
Le Mystère des fées : Une histoire vraie (titre original : FairyTale: A True Story) est un film anglo-américain réalisé par Charles Sturridge, sorti en 1997.

## Synopsis
Le film est basé sur l'affaire de fées de Cottingley. En  1917 à Cottingley, près de Bradford en Angleterre, produisent des photographies les mettant en scène avec des fées. L'affaire connaît un retentissement national lorsque Sir Arthur Conan Doyle, alors attiré par le spiritisme après la perte de son fils durant le conflit, s'y intéresse. Le magicien américain Harry Houdini, alors en tournée en Europe, accompagne Conan Doyle dans ses investigations sur l'authenticité de clichés.

## Fiche technique
- Titre français : Le Mystère des fées : Une histoire vraie
- Titre québécois : Le Mystère des fées
- Titre original : FairyTale: A True Story
- Réalisation : Charles Sturridge
- Musique originale : Zbigniew Preisner
- Photographie : Michael Coulter
- Montage : Peter Coulson
- Pays d'origine :  États-Unis et  Royaume-Uni

## Distribution
- Peter O'Toole (VF : Pierre Hatet) : Sir Arthur Conan Doyle
- Harvey Keitel (VF : Bernard-Pierre Donnadieu) : Harry Houdini
- Florence Hoath : Elsie Wright
- Elizabeth Earl (VF : Kelly Marot) : Frances Griffiths
- Paul McGann (VF : Philippe Crubézy) : Arthur Wright
- Phoebe Nicholls : Polly Wright
- Bill Nighy (VF : Philippe Catoire) : Edward Gardner
- Anton Lesser (VF : Éric Legrand) : le caporal blessé
- Tim McInnerny (VF : Vincent Violette) : John Ferret, un journaliste
- Anna Chancellor (VF : Magali Barney) : Peter Pan
- Mel Gibson (VF : Jacques Frantz) : le père de Frances (caméo)

## Autour du film
La même année 1997, sort un second film sur l'affaire de fées de Cottingley, Forever, avec Ben Kingsley.